# Дивозор
Дивозор (нар. 27 листопада 1992 року в місті Львів, Україна) —  співзасновник, співавтор та музикант блек-метал проекту Eskapism. Клавішник гуртів  Grand Sound Band, Полинове Поле, ForceOut, Stryvigor, Colotyphus та Рай Із Твоїх Снів,

## Дискографія

### Із «Рай Із Твоїх Снів»
- Демо (2014)
- Назавжди (сингл) (2015)
- Сильніше Пітьми (ЕР) (2016)
- Віра в Світло (сингл) (2017)
- Віра в Світло (LP) (2017)

### Із «ForceOut»
- Utopia (сингл) (2016)

### Із «Eskapism»
- Tales Of Elder Forest (LP) (2017)
- Lost Land (сингл) (2017)
- De Planctu Naturae (ЕР) (2019)
- Ancient Songs Of The Wind (LP) (2019)
- Reminiscence (EP) (2020)

### Із«Полинове Поле»
- On The Edge Of The Abyss (EP) - 2017
- Deceptive Reflections (Single) - 2019 [Архівовано 2 липня 2020 у Wayback Machine.]

### Із «Вихор»
- Я - Сірий Попіл в Землі (сингл) (2018)

### Із «Colotyphus»
- Through Eternity (сингл) (2018) (клавішні у треку The Path)

## Інструменти
- KORG N5EX
- KORG TR
- KORG KARMA
- KORG X50